# Drauffelt
Drauffelt (luxemburgisch Draufeltⓘ) ist ein Ortsteil von Clerf, Kanton Clerf, im Großherzogtum Luxemburg.

## Lage
Drauffelt liegt im Ösling im Tal der Klerf. Der Ort hat einen Bahnanschluss an die Bahnstrecke Luxemburg–Spa. Nachbarorte sind im Norden Mecher, im Osten Siebenaler und im Süden Enscheringen.

## Allgemeines
Drauffelt wurde im Zweiten Weltkrieg stark beschädigt. In der Ortsmitte steht die Kirche St. Cornelius, sie wurde 1899 erbaut und ersetzt eine Kapelle. Sie wurde 1945 stark beschädigt und in den 1950er Jahren verändert wiederaufgebaut.